# Turcinești
Turcinești es una comuna ubicada en el distrito de Gorj, Rumania.

## Superficie
Cuenta con una superficie de 30,48 kilómetros cuadrados.

## Demografía
Hasta 2021 la población era de 2058 habitantes, con una densidad de población de 67,52 habitantes por kilómetro cuadrado.